# 仲戸川隆人
仲戸川 隆人（なかとがわ たかんど、1948年4月16日 - 2024年7月16日）は、日本の元裁判官。弁護士。神奈川県出身。神奈川県立湘南高校、東京大学法学部卒業。千葉地方裁判所部総括判事（民事第5部）などを歴任。

## 経歴
- 1972年　司法修習生
- 1974年　長崎地方裁判所判事補任官
- 1977年　横浜地方裁判所川崎支部・横浜家庭裁判所同支部判事補
- 1980年　浦和地方裁判所・浦和家庭裁判所判事補
- 1983年　熊本地方裁判所・熊本家庭裁判所判事補
- 1984年　熊本地・家裁判事
- 1986年　静岡地方裁判所沼津支部・静岡家庭裁判所同支部判事
- 1992年　和歌山地方裁判所・和歌山家庭裁判所判事
- 1998年　千葉地方裁判所八日市場支部・千葉家庭裁判所同支部判事
- 2002年　千葉地・家裁木更津支部長
- 2006年　千葉地裁部総括判事（民事第5部）
- 2012年　依願退官
- 2012年　千葉県弁護士会に弁護士登録
- 2024年　自宅にて死亡。死因は心臓死。享年76歳。

青年法律家協会の会員で、全国裁判官懇話会にも参加。日本裁判官ネットワークのメンバーの一人。

## 著書
- （日本裁判官ネットワーク著）『裁判官は訴える！』（講談社 1999年）

| スタブアイコン | サブスタブ | この項目は、まだ閲覧者の調べものの参照としては役立たない、人物に関連した書きかけの項目です。この項目を加筆・訂正などしてくださる協力者を求めています（P:人物伝/PJ:人物伝）。 |